# Flughafen al-Qurayyat

i7
i11
i13
Der Flughafen al-Qurayyat (arabisch مطار القريات, DMG Maṭār al-Qurayyāt, auch Flughafen Gurayat, IATA-Code: URY, ICAO-Code: OEGT) ist ein 1974 eröffneter Flughafen in der Provinz al-Dschauf im äußersten Norden Saudi-Arabiens, etwa 11 Kilometer nordwestlich der Stadt al-Qurayyat.
Der Flughafen liegt auf einer Höhe von 513 m. Von ihm werden nur inländische Flughäfen angesteuert, darunter der Flughafen Riad in der Hauptstadt und der Flughafen Dschidda.